# Transbordador espacial Endeavour
El transbordador espacial Endeavour (designación del vehículo orbitador: OV-105) es un orbitador retirado del programa del transbordador espacial de la NASA y el quinto y último transbordador operacional construido. Se embarcó en su primera misión, STS-49, en mayo de 1992 y su 25ª y última misión, STS-134, en mayo de 2011. Se esperaba que STS-134 fuera la misión final del programa del transbordador espacial, pero con la autorización de STS-135, Atlantis se convirtió en el último transbordador en volar.
El Congreso de los Estados Unidos aprobó la construcción del Endeavour en 1987 para reemplazar al Challenger, que fue destruido en 1986.
Los repuestos estructurales constituidos durante la construcción de Discovery y Atlantis se utilizaron en su montaje. La NASA eligió, por razones de costos, construir Endeavour a partir de repuestos, en lugar de volver a instalar Enterprise.

## Historia

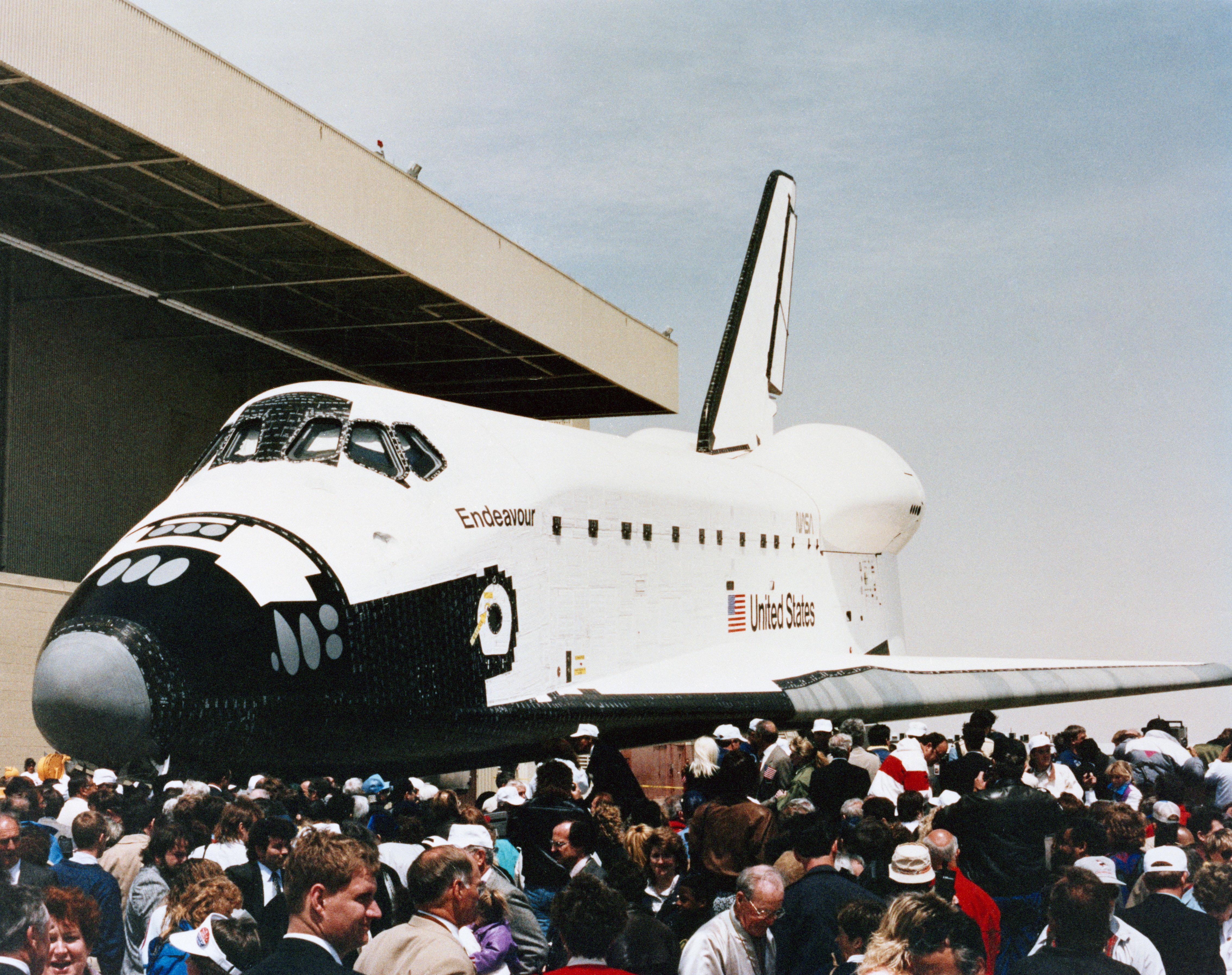
Ceremonia de lanzamiento del Endeavour en abril de 1991.

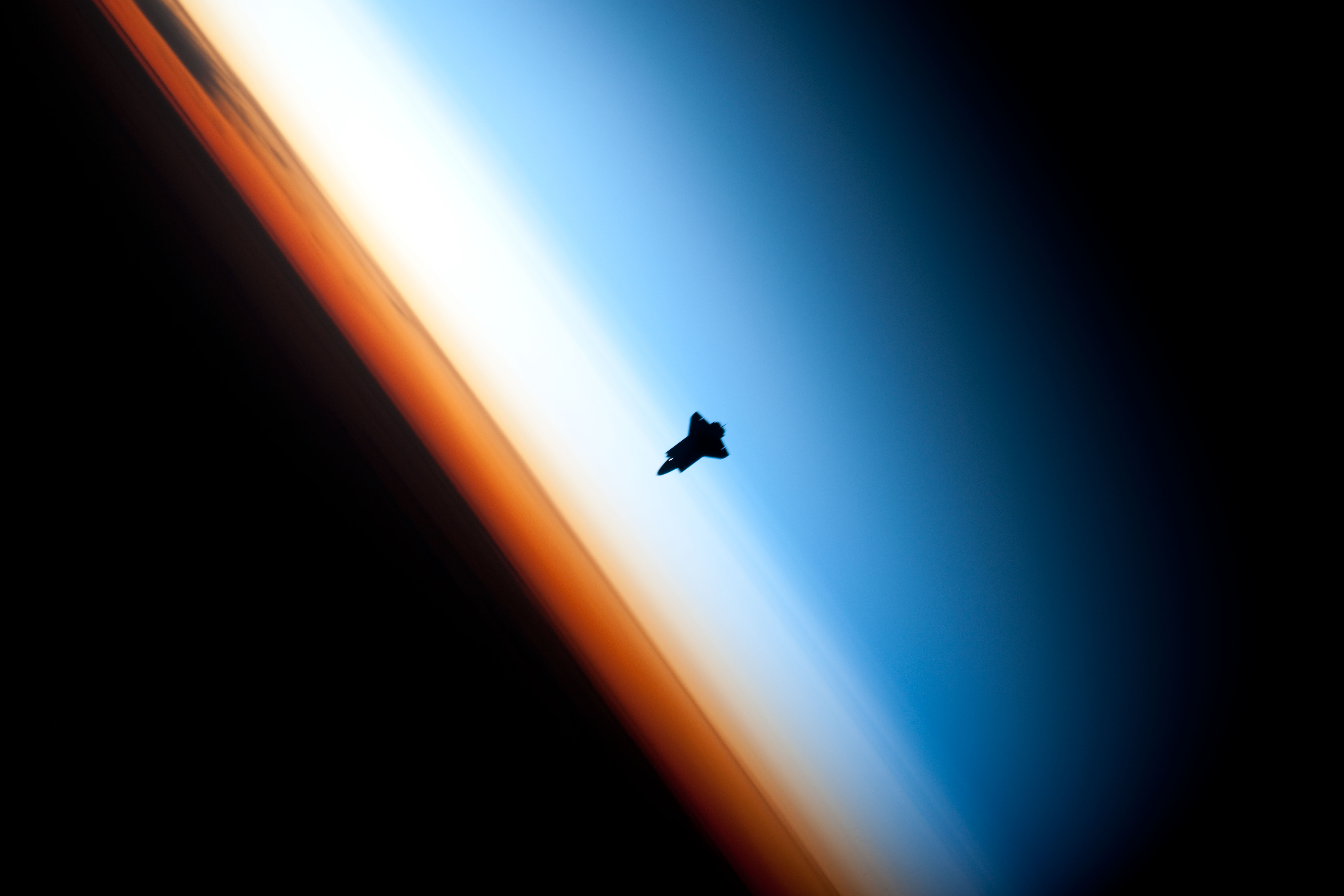
Endeavour parece atravesar la estratosfera y la mesosfera en esta foto tomada desde la Estación Espacial Internacional.

Tras la pérdida del Challenger, en 1987 la NASA fue autorizada a comenzar el proceso de adquisición de un orbitador de reemplazo. Una vez más, se revisó y se rechazó un importante reacondicionamiento del prototipo del orbitador Enterprise por razones de costos, en cambio, el caché de repuestos estructurales que se produjeron como parte de la construcción de Discovery y Atlantis se destinó al ensamblaje en el nuevo orbitador. El ensamblaje se completó en julio de 1990, y el nuevo orbitador se lanzó en abril de 1991. Como parte del proceso, la NASA organizó una competencia nacional para que las escuelas nombraran al nuevo orbitador; los criterios incluían el requisito de que se nombrara después de una exploración o buque de investigación, con un nombre "fácil de entender en el contexto del espacio". Las entradas incluían un ensayo sobre el nombre, la historia detrás de él y por qué era apropiado para un transbordador de la NASA, así como el proyecto que apoyaba el nombre. Entre las entradas, Endeavour fue sugerido por un tercio de las escuelas participantes, y el presidente Bush finalmente lo seleccionó siguiendo el consejo del Administrador de la NASA, Richard Truly. Los ganadores nacionales fueron Senatobia Middle School en Senatobia, Misisipi, en la división primaria y Tallulah Falls School en Tallulah Falls, Georgia, en la división de la escuela superior. Fueron honrados en varias ceremonias en Washington D. C., incluida una ceremonia en la Casa Blanca donde el presidente Bush entregó premios a cada escuela. Endeavour fue entregado por la División de Sistemas de Transporte Espacial Internacional de Rockwell en mayo de 1991 y se lanzó por primera vez un año después, en mayo de 1992, en STS-49. Rockwell International afirmó que no había obtenido ganancias en el transbordador espacial Endeavour, dado que la construcción costó US$ 2.2 mil millones.
El orbitador lleva el nombre del HMS Endeavour británico, el barco que llevó al Capitán James Cook en su primer viaje de descubrimiento (1768-1771). Esta es la razón por la cual el nombre se escribe en inglés británico, en lugar del inglés americano ("Endeavor"). Esto ha causado confusión, incluso cuando la propia NASA escribió mal una señal en la plataforma de lanzamiento en 2007. El transbordador espacial transportó un pedazo de la madera original del barco de Cook dentro de la cabina.  El nombre también honró a Endeavour, el módulo de comando del Apolo 15, que también recibió el nombre de la nave de Cook.

## Servicio
En su primera misión, capturó y volvió a desplegar el satélite de comunicaciones INTELSAT VI. La primera astronauta afroamericana, Mae Jemison, fue lanzada al espacio en la misión STS-47 el 12 de septiembre de 1992.
Endeavour realizó la primera misión de servicio STS-61 para el telescopio espacial Hubble en 1993. En 1997 fue retirado del servicio durante ocho meses para una modificación, incluida la instalación de una nueva esclusa de aire. En diciembre de 1998, entregó el Módulo de Unidad a la Estación Espacial Internacional.
El último período de modificación principal del orbitador de Endeavour comenzó en diciembre de 2003 y finalizó el 6 de octubre de 2005. Durante este tiempo, Endeavour recibió importantes actualizaciones de hardware, incluido un nuevo sistema de pantalla electrónica multifuncional, a menudo denominado cabina de cristal, y un receptor GPS avanzado, junto con actualizaciones de seguridad recomendadas por la Junta de Investigación de Accidentes de Columbia (CAIB) para el regreso del transbordador al vuelo después de la pérdida de Columbia durante la reentrada el 1 de febrero de 2003.
La misión STS-118, la primera del Endeavour desde el reacondicionamiento, incluyó a la astronauta Barbara Morgan, anteriormente asignada al proyecto Profesor en el Espacio, y más tarde miembro del Cuerpo de Astronautas de 1998 a 2008, como parte de la tripulación. Morgan fue el respaldo de Christa McAuliffe, que estaba en la desafortunada misión STS-51-L en 1986.

### Hitos tempranos
| Fecha                    | Hito |
| ------------------------ | --- |
| 15 de febrero de 1982    | Iniciar el ensamblaje estructural del módulo de la tripulación (construido como repuesto estructural junto con Discovery y Atlantis) |
| 31 de julio de 1987      | Adjudicación de contrato a Rockwell International                                                                                    |
| 1 de agosto de 1987      | Comienzo del Ensamblaje Final |
| 28 de septiembre de 1987 | Comienzo del ensamblaje estructural del fuselaje de popa                                                                             |
| 6 de julio de 1990       | Ensamblaje Final completado |
| 25 de abril de 1991      | Despliegue desde la planta 42, Palmdale, California                                                                                  |
| 7 de mayo de 1991        | Entrega al Centro Espacial Kennedy                                                                                                   |
| 6 de abril de 1992       | Disparo de preparación de vuelo (FRF)                                                                                                |
| 7 de mayo de 1992        | Primer vuelo (STS-49) |

### Actualizaciones y características

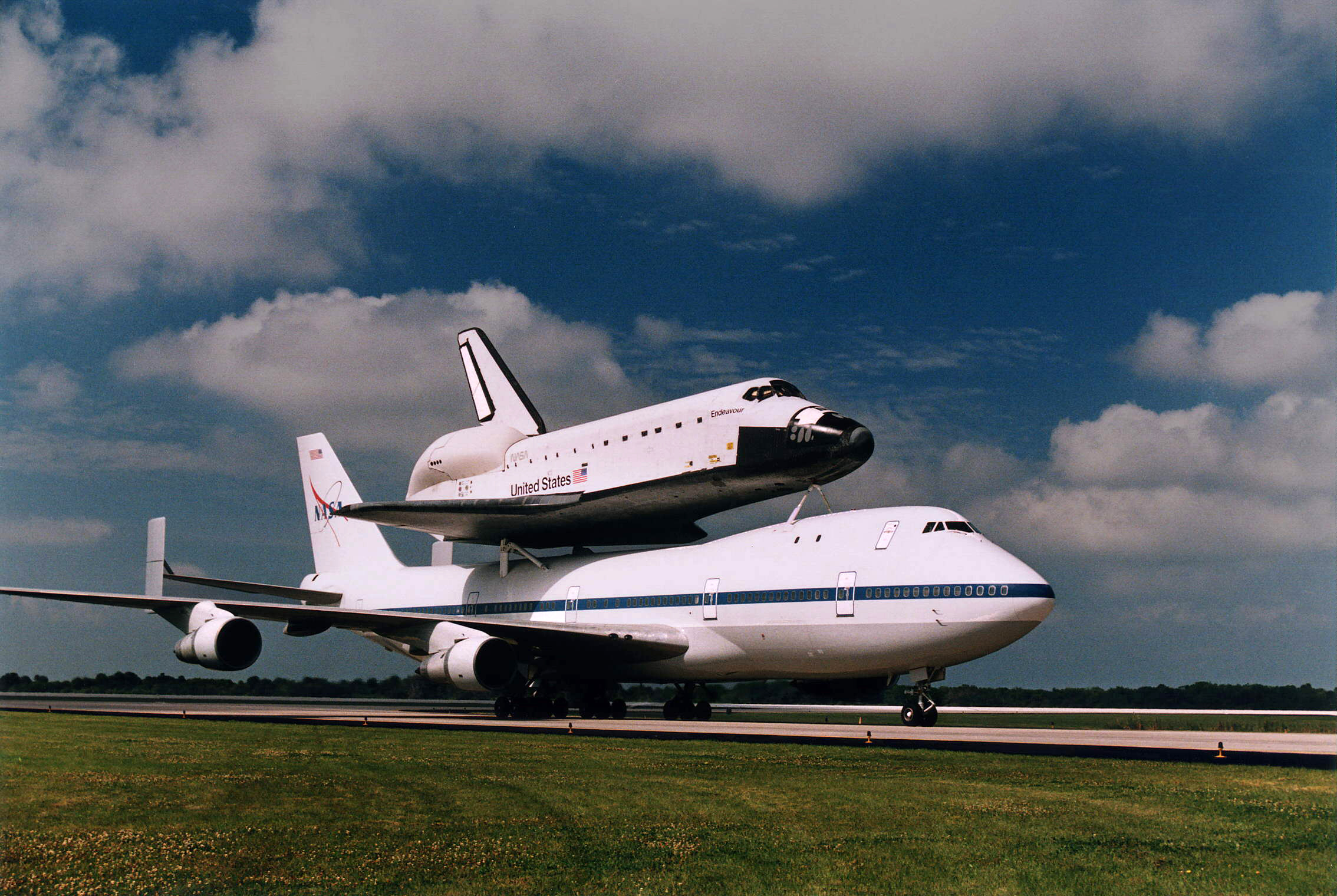
Endeavour montado en una aeronave Shuttle Carrier.

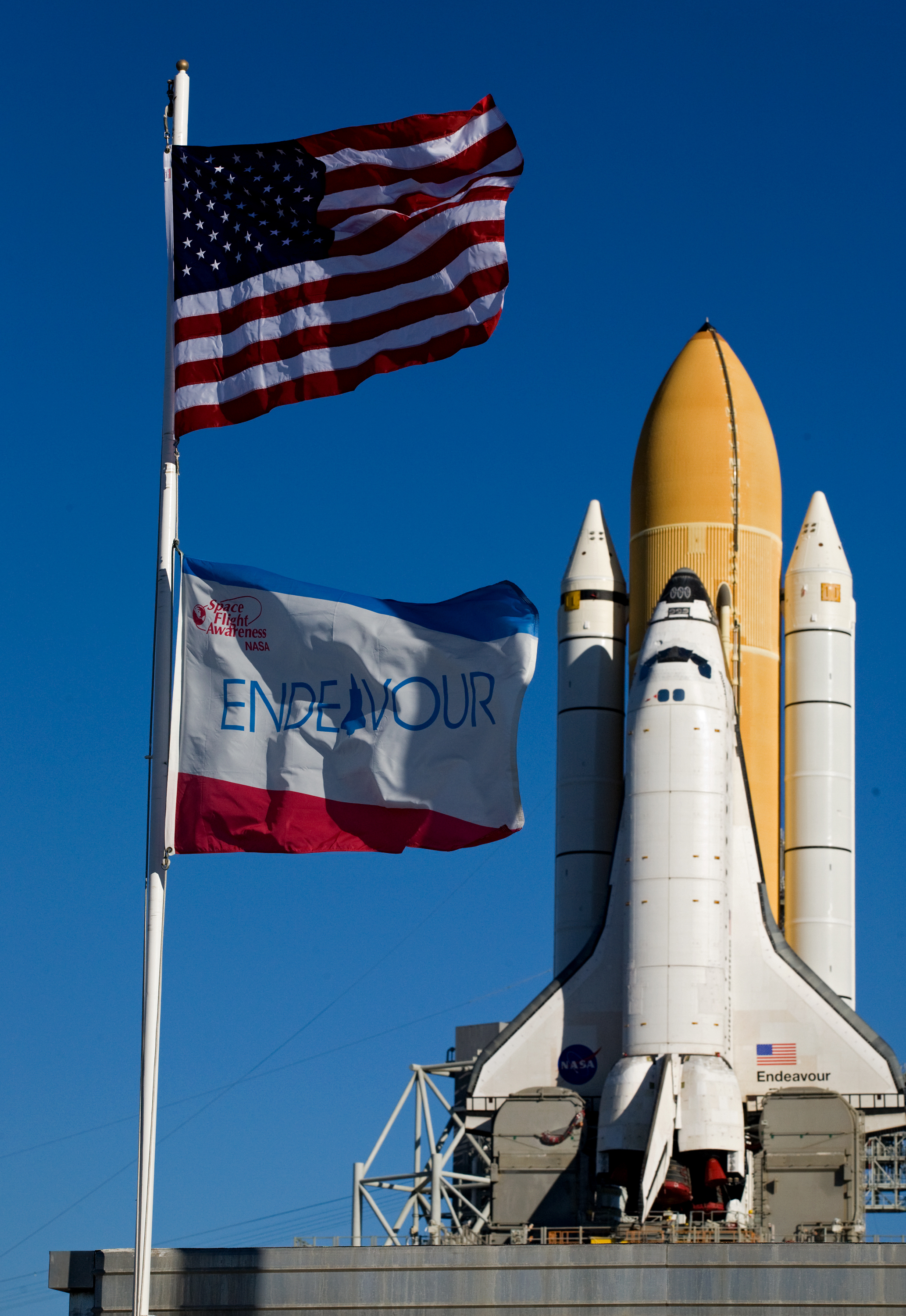
Endeavour se acerca al LC-39A antes de STS-130.

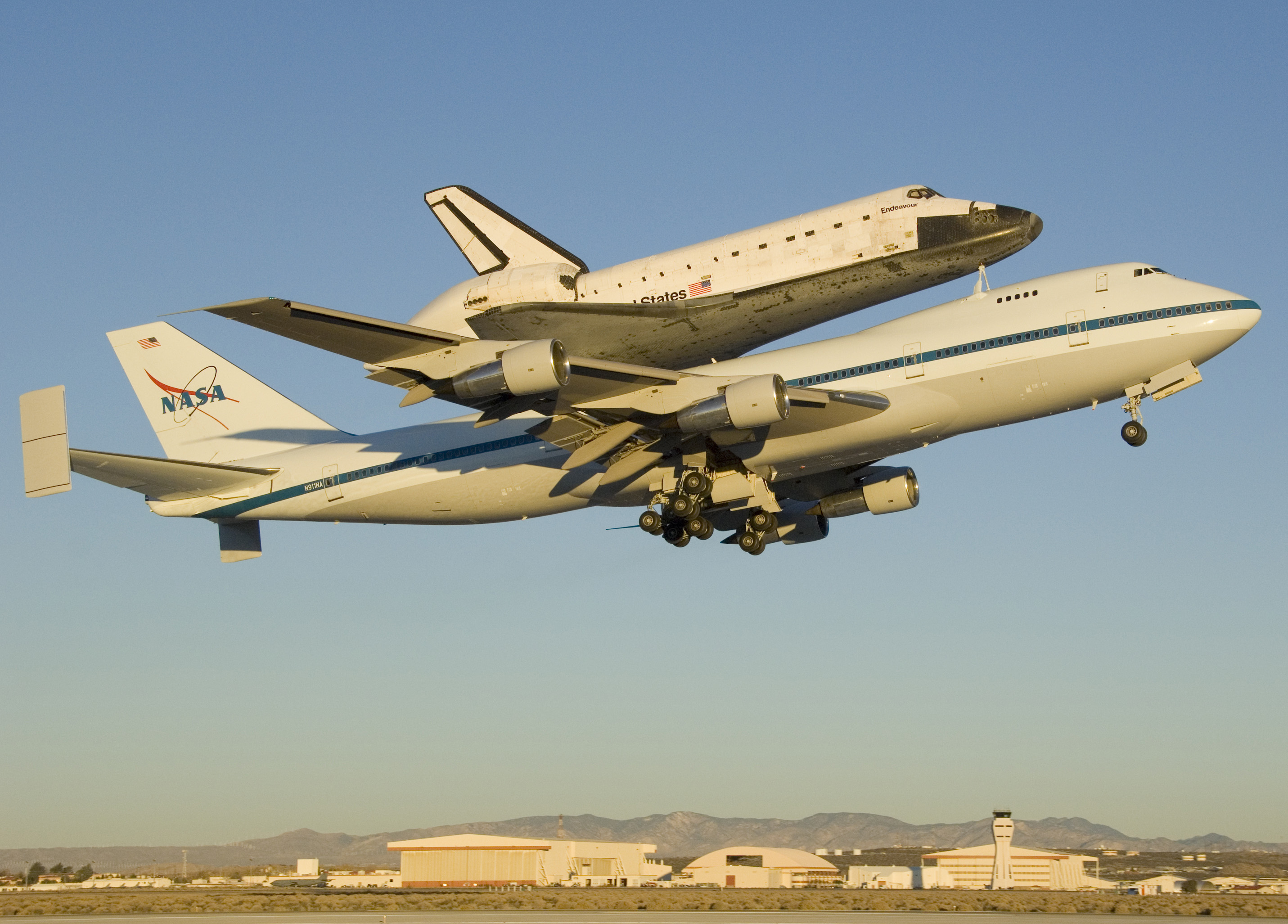
Endeavour en vuelo en ruta de regreso al Centro Espacial Kennedy en la cima de una aeronave de transporte en 2008.

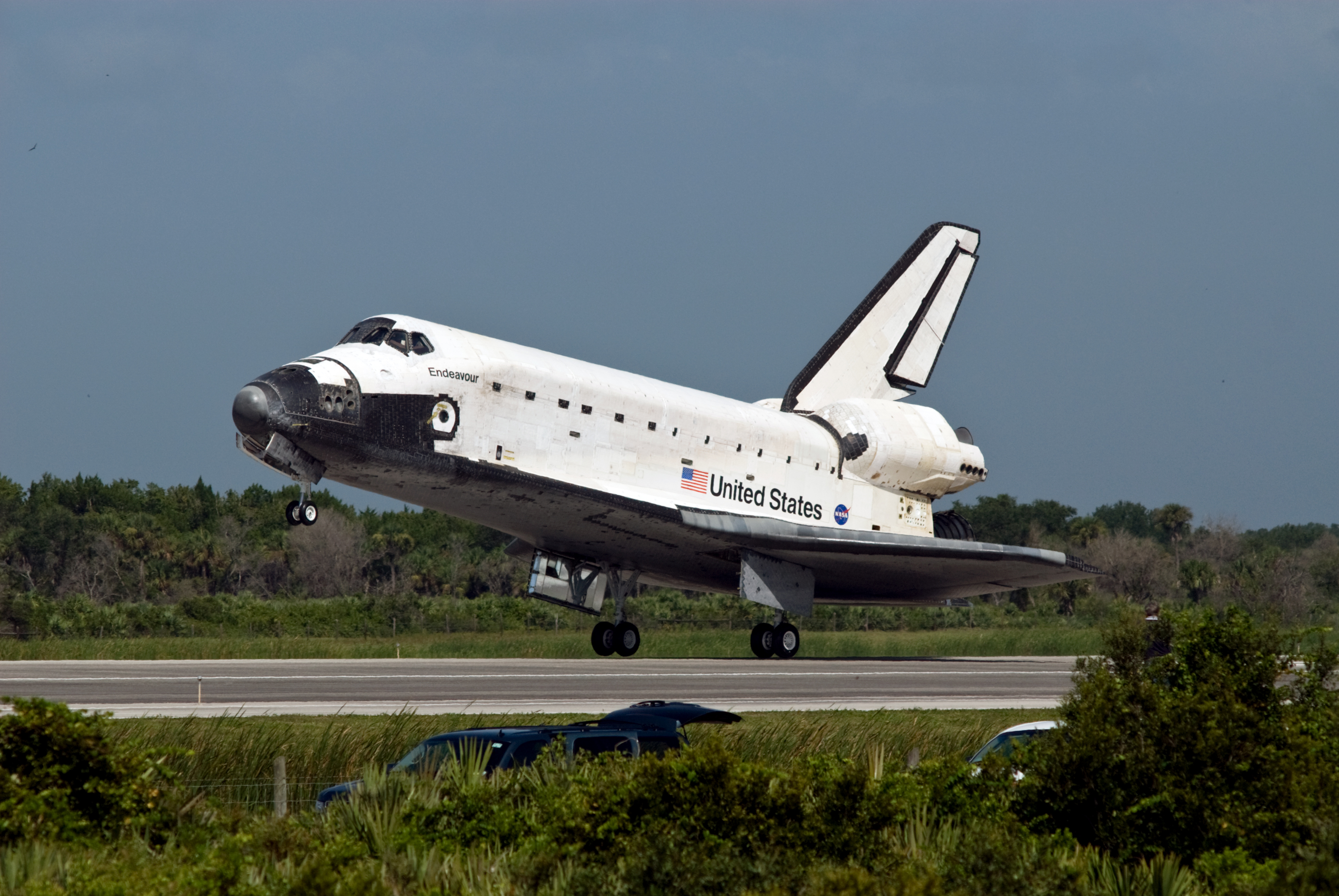
Endeavour aterriza después de STS-127 en la instalación de aterrizaje del transbordador del Centro Espacial Kennedy.

El Endeavour se construyó con un nuevo hardware diseñado para mejorar y expandir las capacidades del orbitador. La mayor parte de este equipo se incorporó más tarde a los otros tres orbitadores durante los principales programas de inspección y modificación fuera de servicio. Las mejoras de Endeavour incluyen:
- Una rampa de arrastre de 12 metros de diámetro que redujo la distancia de despliegue del aterrizaje del orbitador (la longitud de la pista utilizada para la desaceleración) de 914 m a 610 m.
- Las conexiones de plomería y electricidad necesarias para las modificaciones del Orbitador de duración extendida (EDO) para permitir una misión de hasta 28 días (aunque nunca se intentó una misión de 28 días; el récord es de 17 días, que fue establecido por Columbia).
- Sistemas de aviónica actualizados que incluían computadoras avanzadas de uso general, unidades de medición de inercia mejoradas y sistemas tácticos de navegación aérea, controladores de eventos maestros mejorados y multiplexores-demultiplexores, un rastreador de estrellas de estado sólido y mecanismos mejorados de dirección de la rueda de morro.
- Una versión mejorada de las Unidades de Potencia Auxiliar (APU) que proporcionaban energía para operar los sistemas hidráulicos del transbordador.

Las modificaciones resultantes de un reacondicionamiento de Endeavour 2005–2006 incluyeron:
- El Sistema de Transferencia de Energía de Estación a Lanzadera (SSPTS, Station-to-Shuttle Power Transfer System), que convirtió 8 kilovatios de energía de CC del voltaje principal de la EEI de 120VDC al voltaje del bus del orbitador de 28VDC. Esta actualización permitió que Endeavour permaneciera en órbita mientras estaba atracado en la EEI por una duración adicional de 3 a 4 días. El equipo de energía correspondiente se agregó a la EEI durante la misión de ensamblaje de la estación STS-116, y Endeavour voló con capacidad SSPTS durante STS-118.[12][13][14]

### Vuelos finales

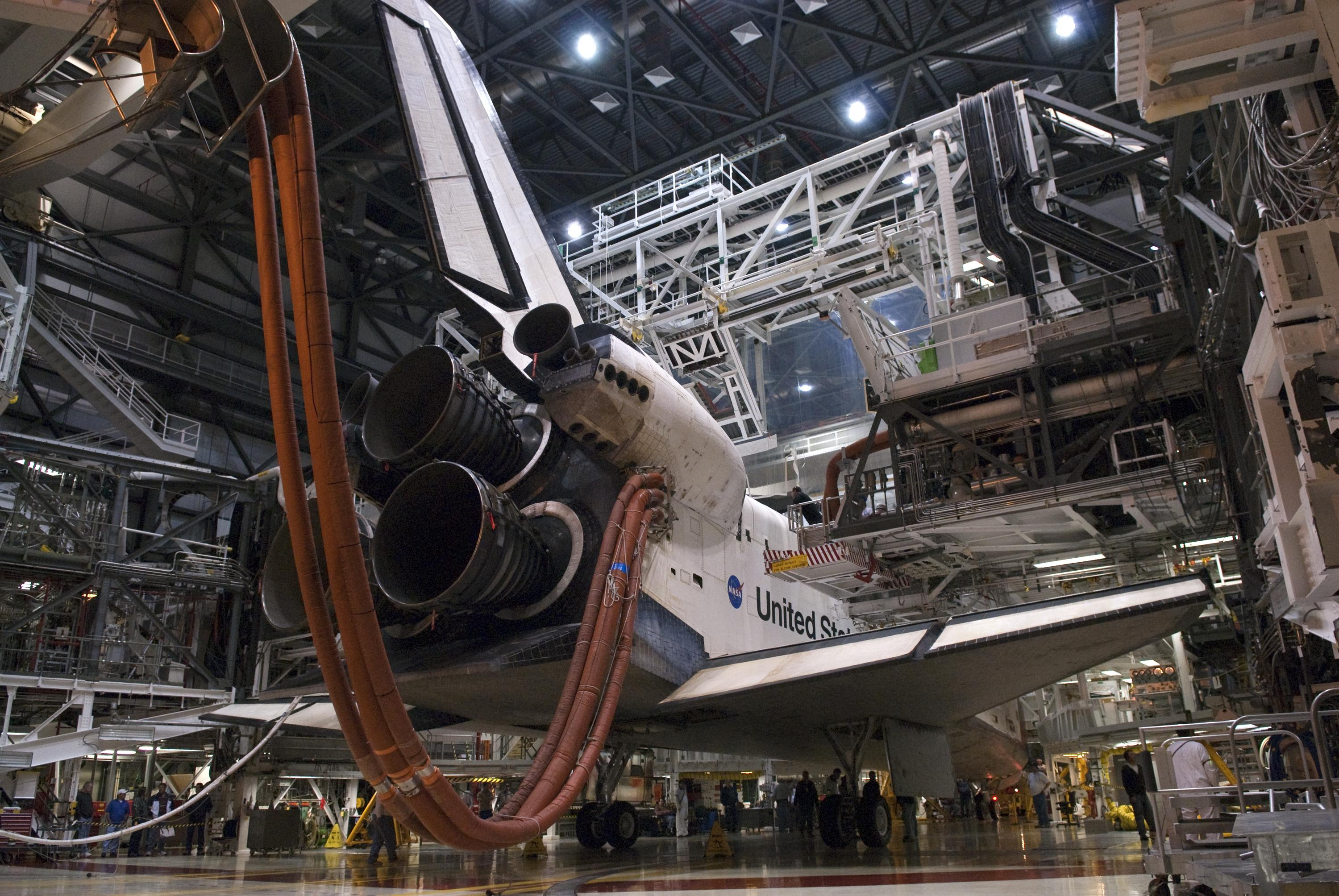
Plataformas alrededor de Endeavour en el Orbiter Processing Facility-2.

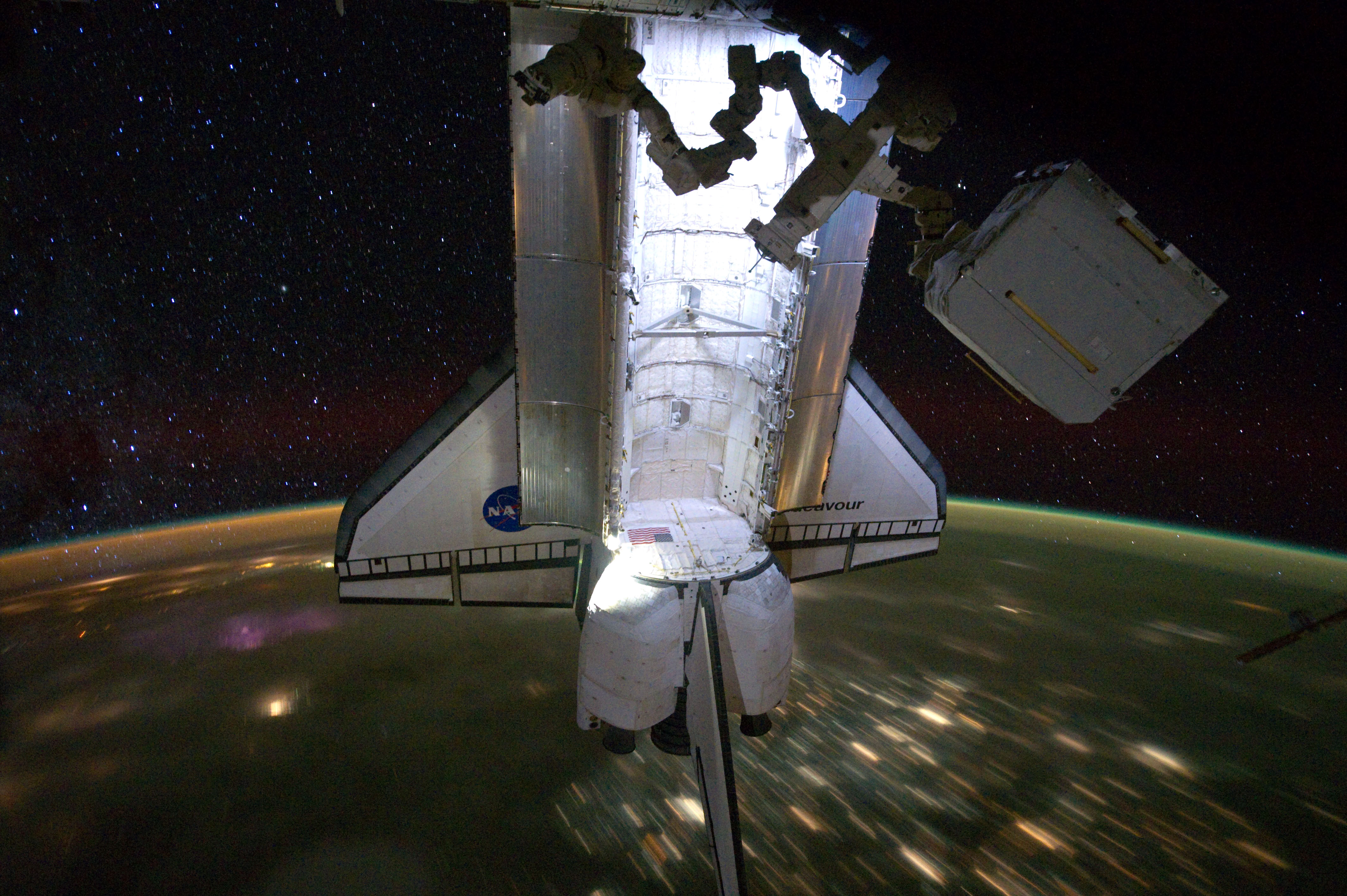
El transbordador espacial Endeavour atracó en la EEI por última vez.

Endeavour voló su misión final, STS-134, a la Estación Espacial Internacional (EEI) en mayo de 2011. Después de la conclusión de STS-134, Endeavour fue dado de baja formalmente.
El STS-134 estaba destinado a lanzarse a fines de 2010, pero el 1 de julio la NASA emitió un comunicado diciendo que la misión Endeavour fue reprogramada para el 27 de febrero de 2011.
"Las fechas objetivo se ajustaron porque el hardware de carga útil crítico para STS-133 no estará listo a tiempo para soportar el lanzamiento planificado previamente para el 16 de septiembre", dijo la NASA en un comunicado. Con el lanzamiento del Discovery en noviembre de 2010, la misión Endeavour "no puede volar según lo planeado, por lo que la próxima ventana de lanzamiento disponible era en febrero de 2011", dijo la NASA, y agregó que las fechas de lanzamiento estaban sujetas a cambios.
El lanzamiento se pospuso aún más hasta abril para evitar un conflicto de programación con un vehículo de suministro ruso que se dirigía a la Estación Espacial Internacional. STS-134 no se lanzó hasta el 16 de mayo a las 08:56 EDT.
Endeavour aterrizó en el Centro Espacial Kennedy a las 06:34 UTC del 1 de junio de 2011, completando su misión final. Fue el aterrizaje de la noche 25 de un transbordador. Durante su carrera de vuelo, Endeavour voló 197.761.262 km y pasó 299 días en el espacio. Durante la última misión de Endeavour, la nave espacial rusa Soyuz TMA-20 partió de la EEI y se detuvo a una distancia de 200 metros. El astronauta italiano Paolo Nespoli tomó una serie de fotografías y videos de la EEI con el Endeavour atracado. Esta fue la segunda vez que se fotografió un transbordador atracado y la primera vez desde 1996. El comandante Mark Kelly fue el último astronauta en Endeavour después del aterrizaje, y la tripulación se quedó en la pista de aterrizaje para firmar autógrafos y posar para fotos.
STS-134 fue la penúltima misión del transbordador espacial; STS-135 se agregó al calendario en enero de 2011, y en julio Atlantis voló por última vez.

## Desmantelamiento

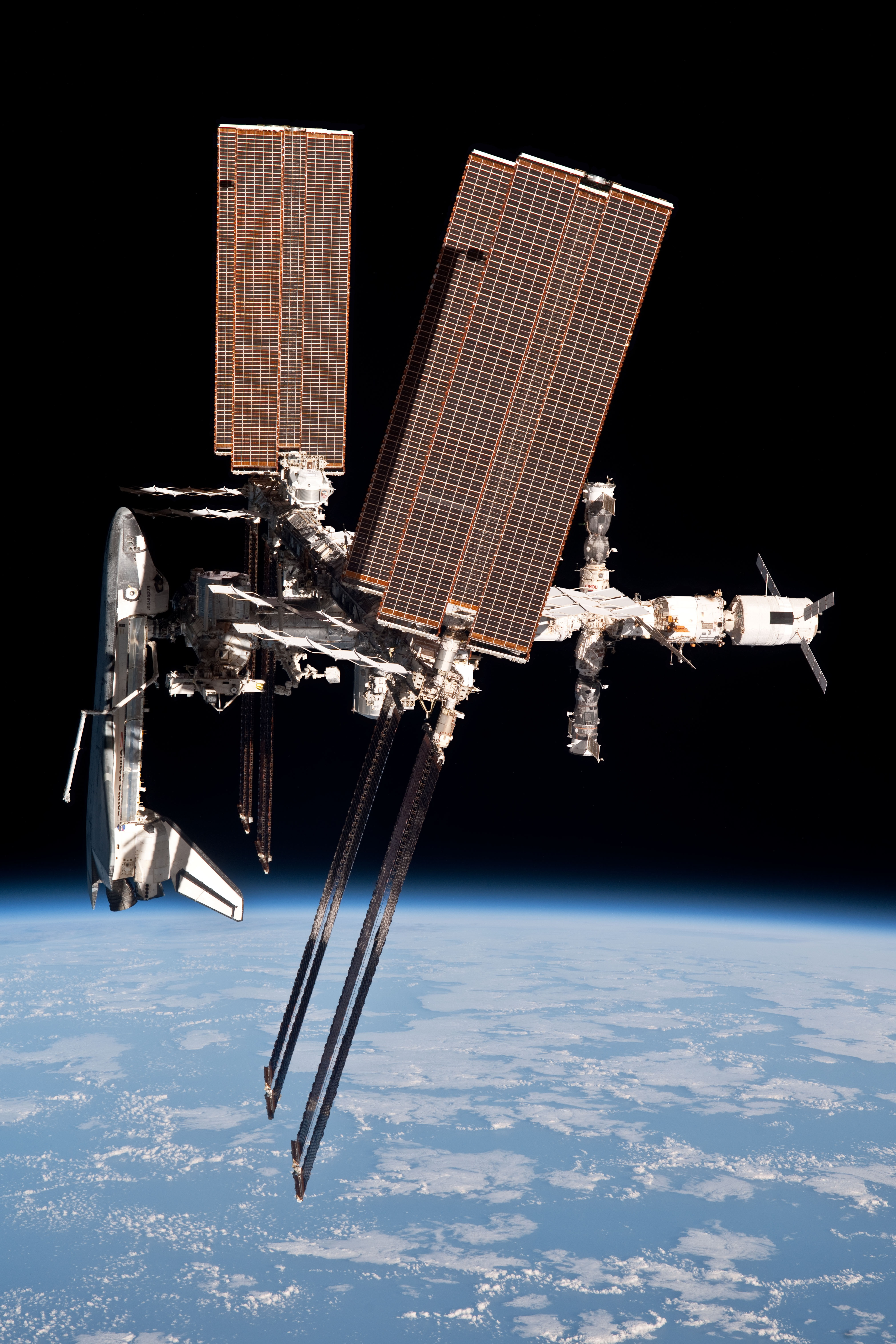
Endeavour atracó en la Estación Espacial Internacional el 23 de mayo de 2011, durante su misión final.

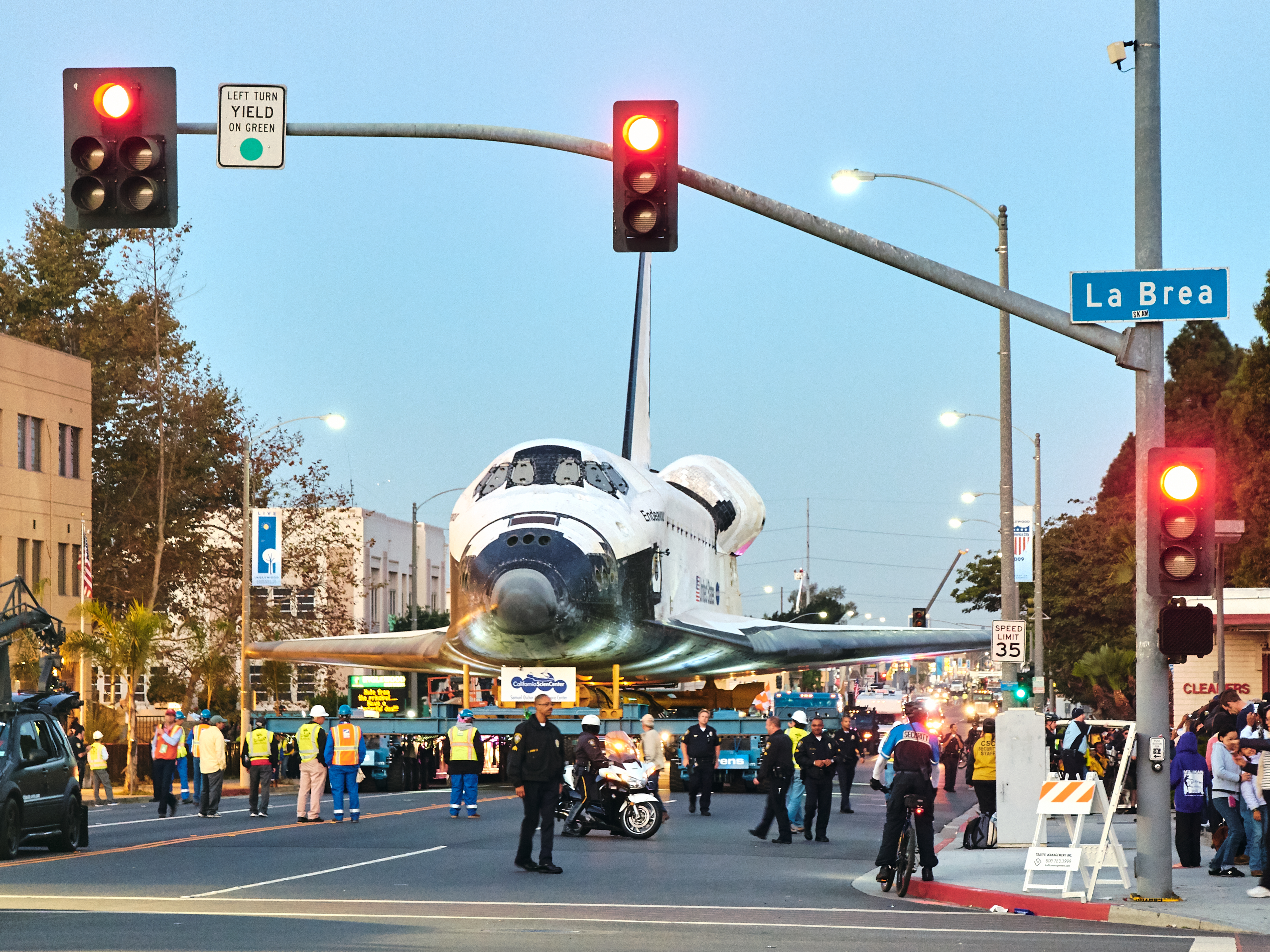
Endeavour siendo transportado por Los Ángeles.

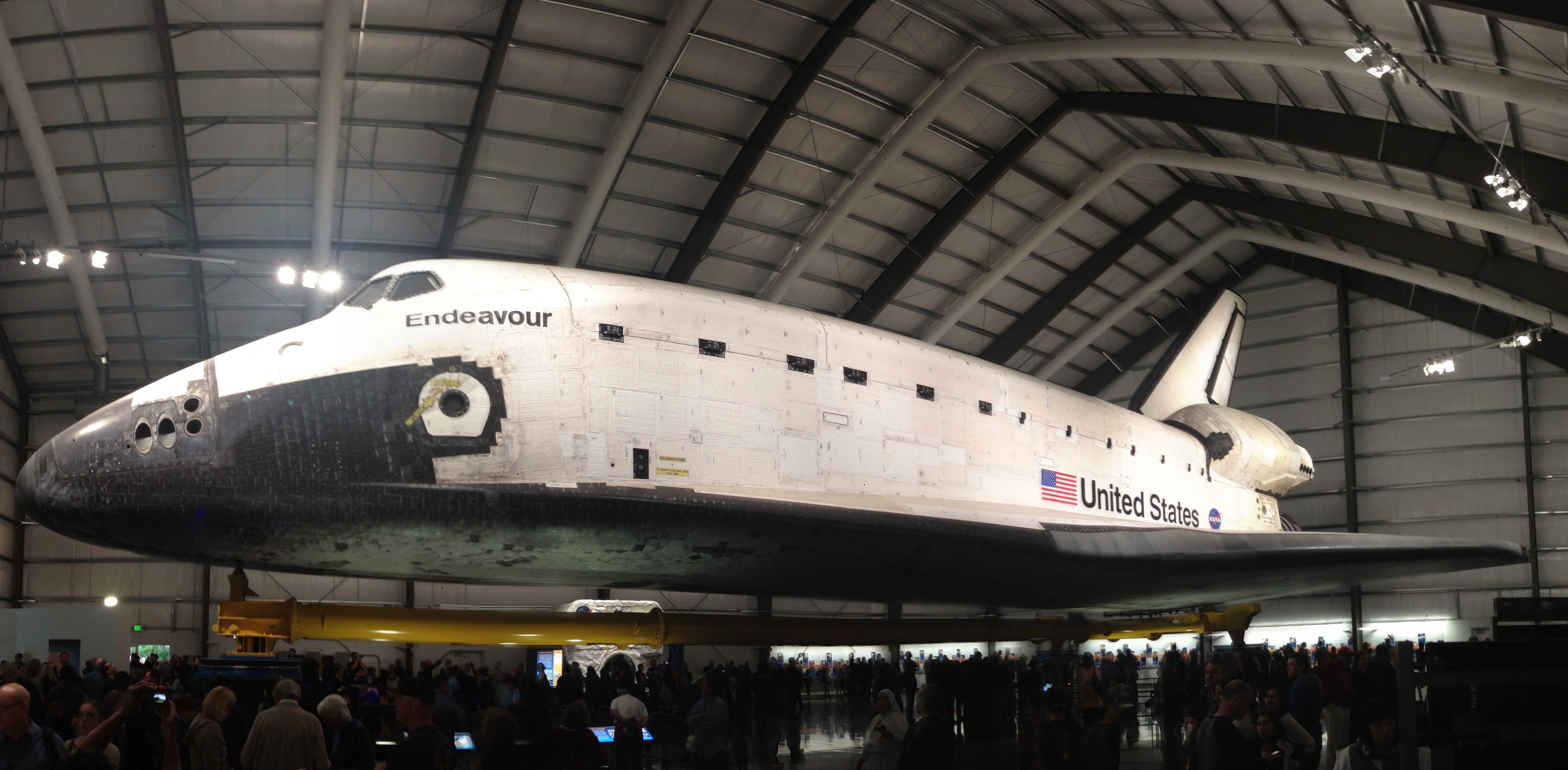
Endeavour en exhibición en el Centro de Ciencias de California.

Después de que más de veinte organizaciones presentaron propuestas a la NASA para la exhibición de un orbitador, la NASA anunció que Endeavour iría al Centro de Ciencias de California en Los Ángeles.
Después de sobrevuelos de bajo nivel sobre la NASA y puntos de referencia cívicos en todo el país y en California, se entregó al Aeropuerto Internacional de Los Ángeles (LAX) el 21 de septiembre de 2012. El orbitador fue transportado lenta y cuidadosamente por las calles de Los Ángeles e Inglewood tres semanas después, del 11 al 14 de octubre a lo largo de La Tijera, Mánchester, Crenshaw y Martin Luther King, Jr. Boulevards hasta su destino final en el Centro de Ciencias en California.
La ruta de Endeavour en las calles de la ciudad entre LAX y Exposition Park se midió meticulosamente y cada movimiento fue cuidadosamente coreografiado. En múltiples ubicaciones, solo había pulgadas de espacio libre para las amplias alas del transbordador entre postes telefónicos, edificios de apartamentos y otras estructuras. Muchos estándares de luces de la calle y señales de tráfico fueron eliminados temporalmente cuando el transbordador pasó. También fue necesario eliminar más de 400 árboles de la calle, algunos de los cuales eran bastante viejos, creando una pequeña controversia. Sin embargo, los árboles removidos fueron reemplazados dos por uno por el Centro de Ciencias, utilizando parte de los fondos de US$ 200 millones para la mudanza.
El poder tuvo que ser apagado y los postes de transporte de energía tuvieron que ser removidos temporalmente mientras el orbitador se deslizaba por Mánchester, hacia Prairie Avenue, y luego Crenshaw Boulevard. Los equipos de noticias se alinearon en las calles a lo largo del camino con personalidades de noticias visibles en los camiones de noticias. Las escoltas policiales y otro personal de seguridad, entre ellos los oficiales de LAPD, LASD, CHP y NASA, controlaron las grandes multitudes reunidas, con el apoyo de LAFD y LACoFD para tratar a las víctimas de agotamiento por calor mientras el Endeavour se abría camino por la ciudad. Endeavour estuvo estacionado por unas horas en el Great Western Forum donde estuvo disponible para ver. El viaje fue famoso por una camioneta Toyota que tiraba del transbordador espacial a través del puente Manchester Boulevard. El transbordador espacial fue llevado principalmente por cuatro plataformas rodantes robóticas autopropulsadas durante todo el viaje de 19 km. Sin embargo, debido a las restricciones de peso del puente, el Endeavour fue trasladado a la plataforma remolcada por la Tundra. Después de haber cruzado completamente el puente, el transbordador espacial fue devuelto a las plataformas rodantes robóticas. El metraje luego se usó en un comercial para el Super Bowl 2013.  Habiendo tardado más de lo esperado, Endeavour finalmente llegó al Centro de Ciencias el 14 de octubre de 2012.
La exposición fue abierta al público el 30 de octubre de 2012 en el pabellón temporal del museo del transbordador espacial Samuel Oschin. Se está construyendo una nueva incorporación al Centro de Ciencias, llamado Centro Aéreo y Espacial Samuel Oschin, como el hogar permanente de Endeavour. Planificado para una apertura en 2017, Endeavour se montará verticalmente con un tanque externo y un par de propulsores de cohetes sólidos en la configuración de la lanzadera. Se abrirá una puerta de carga útil para revelar una carga útil de demostración dentro.
Después de su desmantelamiento, se retiró el Canadarm de Endeavour (formalmente el 'Sistema de manipulación remota del transbordador') para enviarlo al Centro espacial John H. Chapman de la Agencia Espacial Canadiense en Longueuil, Quebec, un suburbio de Montreal, donde se colocaría en exhibición.  En una encuesta canadiense sobre qué museo de ciencia o aeroespacial debería seleccionarse para exhibir el Canadarm, originalmente construido por SPAR Aerospace, la sede de la Agencia Espacial Canadiense quedó en tercer lugar con solo 35 de 638 votos. Desde entonces, Canadarm de Endeavour se ha exhibido permanentemente en el Museo de Aviación y Espacio de Canadá en Ottawa.
En agosto de 2015, los ingenieros de la NASA se pusieron a trabajar para retirar algunos de los tanques de Endeavour para que puedan usarse como contenedores de almacenamiento de agua potable en la Estación Espacial Internacional.

## Vuelos
| #  | Fecha de lanzamiento | Designación | Plataforma de lanzamiento | Lugar de aterrizaje    | Notas |
| -- | -------------------- | ----------- | ------------------------- | ---------------------- | --- |
| 1  | 1992-05-07           | STS-49      | 39B                       | Edwards Air Force Base | Primer vuelo de Endeavour: captura y vuelve a desplegar Intelsat VI. Primer EVA de tres personas, el más largo de EE. UU. desde el Apolo 17. Primer aterrizaje de un transbordador utilizando un paracaídas de frenado. |
| 2  | 1992-09-12           | STS-47      | 39B                       | Kennedy Space Center   | Misión J de Spacelab con la primera mujer afroamericana en el espacio, Mae Jemison. |
| 3  | 1993-01-13           | STS-54      | 39B                       | Kennedy                | Lanzamiento del TDRS-6. |
| 4  | 1993-06-21           | STS-57      | 39B                       | Kennedy                | Experimentos Spacelab. Recuperar operador europeo recuperable. |
| 5  | 1993-12-02           | STS-61      | 39B                       | Kennedy                | Primera misión de servicio del telescopio espacial Hubble (HSM-1). |
| 6  | 1994-04-09           | STS-59      | 39A                       | Edwards                | Experimentos de laboratorio de radar espacial. Radar de imágenes espacial. |
| 7  | 1994-09-30           | STS-68      | 39A                       | Edwards                | Experimentos de laboratorio de radar espacial. Radar de imágenes espacial. |
| 8  | 1995-03-02           | STS-67      | 39A                       | Edwards                | Experimentos Spacelab Astro-2‡. |
| 9  | 1995-09-07           | STS-69      | 39A                       | Kennedy                | Wake Shield Facility y otros experimentos. |
| 10 | 1996-01-11           | STS-72      | 39B                       | Kennedy                | Recuperar la Space Flyer Unit japonesa. |
| 11 | 1996-05-19           | STS-77      | 39B                       | Kennedy                | Experimentos Spacelab. |
| 12 | 1998-01-22           | STS-89      | 39A                       | Kennedy                | Cita con la estación espacial Mir y el intercambio de astronautas. |
| 13 | 1998-12-04           | STS-88      | 39A                       | Kennedy                | Misión de montaje de la Estación Espacial Internacional 2A (ensambló el Módulo de Unidad (Nodo 1), primer componente estadounidense de la EEI). |
| 14 | 2000-02-11           | STS-99      | 39A                       | Kennedy                | Experimentos de la misión "Shuttle Radar Topography Mission". |
| 15 | 2000-11-30           | STS-97      | 39B                       | Kennedy                | Misión de montaje de la Estación Espacial Internacional (segmento de armadura P6). |
| 16 | 2001-04-19           | STS-100     | 39A                       | Edwards                | Misión de montaje de la Estación Espacial Internacional 6A (brazo y mano robóticos Canadarm 2). |
| 17 | 2001-12-05           | STS-108     | 39B                       | Kennedy                | Misión de montaje de la Estación Espacial Internacional UF-1, encuentro e intercambio de astronautas (Expedición 3/Expedición 4). |
| 18 | 2002-06-05           | STS-111     | 39A                       | Edwards                | Misión de montaje de la Estación Espacial Internacional UF-2, encuentro e intercambio de astronautas (Expedición 4/Expedición 5). |
| 19 | 2002-11-23           | STS-113     | 39A                       | Kennedy                | Misión de ensamblaje de la Estación Espacial Internacional 11A e intercambio de astronautas/vuelo final exitoso del transbordador antes del desastre de Columbia (Expedición 5/6; ensamblaje del segmento de armadura P1). |
| 20 | 2007-08-08           | STS-118     | 39A                       | Kennedy                | Cuatro caminatas espaciales conducidas. Instalación de la Estación Espacial Internacional S5 Truss, de la estructura integrada del braguero. Llevé un módulo SPACEHAB con 2200 kg de suministros y equipos a la Estación Espacial Internacional. La tripulación incluyó a la Educadora Astronauta Barbara Morgan. Las baldosas térmicas que protegen la parte inferior del vehículo se dañaron durante el lanzamiento. La NASA decidió no reparar este daño en vuelo ya que no se creía que fuera lo suficientemente grave como para provocar la pérdida del vehículo o la tripulación. La nave aterrizó un día antes debido a la posibilidad de que el huracán Dean obligara al control de la misión a evacuar. |
| 21 | 2008-03-11           | STS-123     | 39A                       | Kennedy                | La misión de ensamblaje de la Estación Espacial Internacional 1J/A, que entregó el primer elemento del módulo Kibo de Japón junto con el brazo robótico manipulador diestro de propósito especial canadiense y el Spacelab Pallet-Deployable 1. |
| 22 | 2008-11-14           | STS-126     | 39A                       | Edwards                | En la misión de ensamblaje de la Estación Espacial Internacional que trajo equipos y suministros al Módulo de Logística Multipropósito Leonardo y la rotación de la tripulación de la Expedición 18, Sandra Magnus reemplazó a Gregory Chamitoff. Endeavour fue el único orbitador que aterrizó en la Pista 4 temporal en Edwards AFB, ya que la pista principal renovada estará operativa desde STS-119 en adelante. |
| 23 | 2009-07-15           | STS-127     | 39A                       | Kennedy                | Misión de ensamblaje de la Estación Espacial Internacional que entregó los dos últimos elementos del Módulo Kibo de Japón junto con el Spacelab Pallet-Deployable 2, y un Portaequipajes Integrado-Light Despliegue Vertical. |
| 24 | 2010-02-08           | STS-130     | 39A                       | Kennedy                | Misión de montaje de la Estación Espacial Internacional que entregó el Nodo 3 y el observatorio de la cúpula a la estación. Esto llevó a la EEI al 98 por ciento de finalización. |
| 25 | 2011-05-16           | STS-134     | 39A                       | Kennedy                | Misión de montaje de la Estación Espacial Internacional que entregó el Espectrómetro Magnético Alfa y el ELC-3 a la estación espacial. Esta fue la misión final de Endeavour. Aunque originalmente se planeó ser el último vuelo del programa del Transbordador espacial, un vuelo adicional de Atlantis, STS-135, se realizó en julio de 2011. |

### Homenaje e insignias de misión
| Tributo de la NASA por el transbordador espacial Endeavour | Tributo de la NASA por el transbordador espacial Endeavour | Tributo de la NASA por el transbordador espacial Endeavour | Tributo de la NASA por el transbordador espacial Endeavour | Tributo de la NASA por el transbordador espacial Endeavour | Tributo de la NASA por el transbordador espacial Endeavour | Tributo de la NASA por el transbordador espacial Endeavour | Tributo de la NASA por el transbordador espacial Endeavour |
| Insignia de misión para vuelos de misión Endeavour         | Insignia de misión para vuelos de misión Endeavour         | Insignia de misión para vuelos de misión Endeavour         | Insignia de misión para vuelos de misión Endeavour         | Insignia de misión para vuelos de misión Endeavour         | Insignia de misión para vuelos de misión Endeavour         | Insignia de misión para vuelos de misión Endeavour         | Insignia de misión para vuelos de misión Endeavour         |
| ---------------------------------------------------------- | ---------------------------------------------------------- | ---------------------------------------------------------- | ---------------------------------------------------------- | ---------------------------------------------------------- | ---------------------------------------------------------- | ---------------------------------------------------------- | ---------------------------------------------------------- |
|                                                            |                                                            |                                                            |                                                            |                                                            |                                                            |                                                            |                                                            |
| STS-49                                                     | STS-47                                                     | STS-54                                                     | STS-57                                                     | STS-61                                                     | STS-59                                                     | STS-68                                                     | STS-67                                                     |
|                                                            |                                                            |                                                            |                                                            |                                                            |                                                            |                                                            |                                                            |
| STS-69                                                     | STS-72                                                     | STS-77                                                     | STS-89                                                     | STS-88                                                     | STS-99                                                     | STS-97                                                     | STS-100                                                    |
|                                                            |                                                            |                                                            |                                                            |                                                            |                                                            |                                                            |                                                            |
| STS-108                                                    | STS-111                                                    | STS-113                                                    | STS-118                                                    | STS-123                                                    | STS-126                                                    | STS-127                                                    | STS-130                                                    |
|                                                            |                                                            |                                                            |                                                            |                                                            |                                                            |                                                            |                                                            |
| STS-134                                                    |                                                            |                                                            |                                                            |                                                            |                                                            |                                                            |                                                            |

## Directores de flujo
El Director de Flow fue responsable de la preparación general del transbordador para su lanzamiento y procesamiento después del aterrizaje, y permaneció asignado permanentemente para dirigir la tripulación terrestre de la nave espacial, mientras que los equipos de vuelo de astronautas cambiaron para cada misión. Cada Director de Flujo del transbordador fue apoyado por un Administrador de Vehículos para la misma nave espacial. Los directores de flujo del transbordador espacial Endeavour fueron:
- 01/1991 – ?: John J. "Tip" Talone Jr. (Anteriormente Director de Flujo para el Discovery)[52]
- 08/2000 – 05/2006: Tassos Abadiotakis[53]
- Hasta 08/2012: Dana M. Hutcherson[54]

## Centro de ciencias de California
Endeavour se encuentra actualmente en el Pabellón Samuel Oschin en el Centro de Ciencias de California en Exposition Park en el sur de Los Ángeles, a unos dos kilómetros al sur del centro de Los Ángeles. Una exposición complementaria, "Endeavour: The California Story", presenta imágenes y artefactos que relacionan el programa del transbordador espacial con California, donde se construyeron originalmente los orbitadores. Se ha planeado construir una nueva instalación con Endeavour conectado a un tanque de combustible externo (el último listo para la misión que existe, ya que todos los demás fueron destruidos durante el lanzamiento) y los dos propulsores de cohetes sólidos (SRB) y criados en posición vertical posición, como si Endeavour hiciera un vuelo más. Se exhibe un Endeavour 2019 de 04 en el museo, los SRB están almacenados y el tanque externo ET-94 está actualmente en proceso de restauración después de ser utilizado para analizar la espuma en su tanque hermano, que fue un factor en el fracaso del STS-107.